# Cratere Margit
Margit  è un cratere sulla superficie di Venere.